# Code Black
Code Black är en amerikansk TV-serie, skapad av Michael Seitzman. Serien hade premiär i Sverige 30 september 2015. Serien handlar om ett akutavdelning som är underbemannad av personal, men ständigt fullt i väntrummen. Code Black är ett sjukhusdrama.
Serien togs emot mycket väl och fick kontrakt på en andra säsong 16 maj 2016.

## Handling
Mario, Christa, Angus och Malaya står utanför dörrarna till det som ska bli deras hem de närmaste åren. De är fyra AT-läkare med helt olika förutsättningar, som strax kommer att släppas in i ett av världens mest överutnyttjade akutmottagning - på Angels Memorial Hospital i Los Angeles.

## Roller
| Namn                | Roll                 | Beskrivning |
| ------------------- | -------------------- | --- |
| Marcia Gay Harden   | Dr. Leanne Rorish    | Jobbar på akuten och har hand om de flesta AT-läkarna. Hennes man och två barn dog i en bilkrasch när en berusad man krockade med dem.           |
| Bonnie Somerville   | Dr. Christa Lorenson | Första året på akuten. Började läsa till läkare när hennes barn var sjukt i cancer.                                                              |
| Raza Jaffrey        | Dr. Neal Hudson      | En läkare som jobbar på akuten. Han jobbade dessförinnan som kirurg.                                                                             |
| Melanie Chandra     | Dr. Christa Lorenson | Första året. Gjorde sin läkarutbildning på samma sjukhus som hon nu studerar vidare på. Detta gör att hon har mer koll på sjukhuset än de andra. |
| William Allen Young | Dr. Rollie Guthrie   | En läkare som jobbar på akuten. |
| Luis Guzman         | Jesse Salander       | Arbetar på akuten som sjuksyster. Känd under sitt smeknamn "momma".                                                                              |